# Плохинген
Плохинген (нем. Plochingen) — город в Германии, в земле Баден-Вюртемберг, на реке Неккар.
Подчинён административному округу Штутгарт. Входит в состав района Эслинген. Население составляет 14 045 человек (на 31 декабря 2010 года). Занимает площадь 10,65 км². Официальный код — 08 1 16 056.
Знаменит своей ратушей и домом Хундертвассера.

## Города-побратимы
- Ландскруна, Швеция (1971)
- Цветль, Австрия (1996)
- Орослань, Венгрия (2010)

## Фотографии

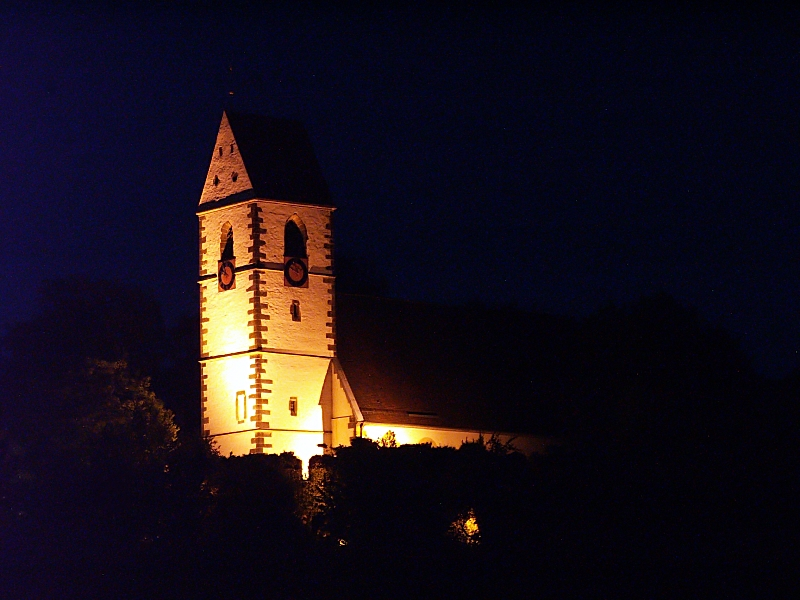
Евангелическая церковь
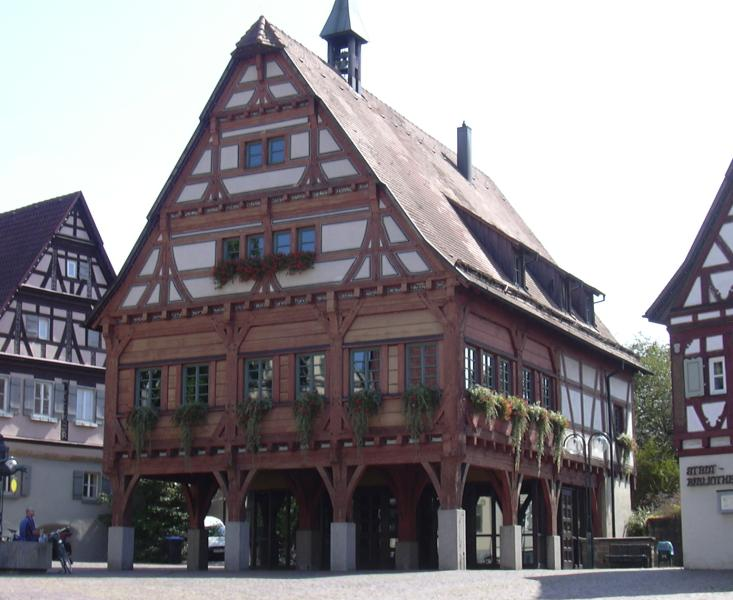
Старая Ратуша
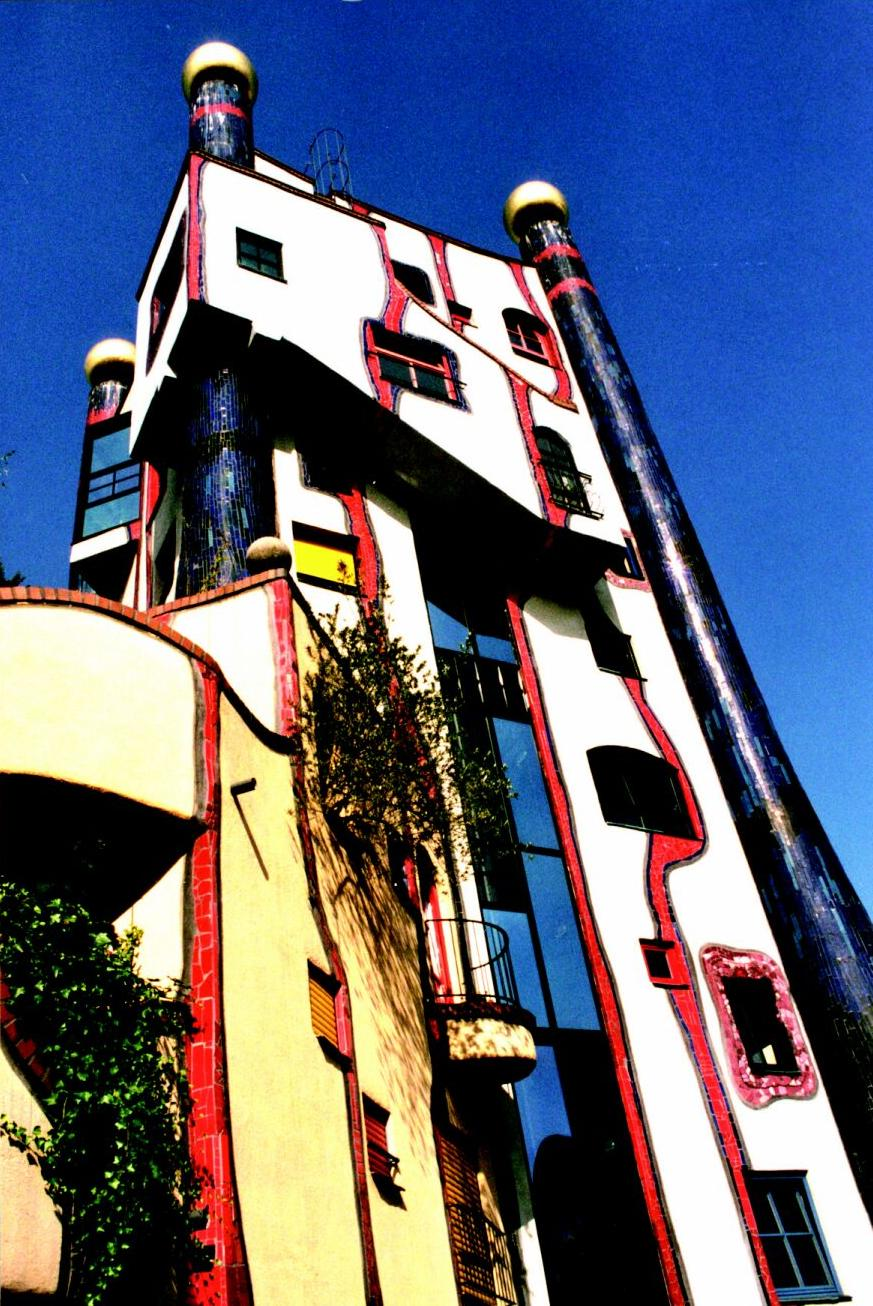
Дом Хундертвассера